# Mr. Bungle
I Mr. Bungle sono un gruppo musicale rock sperimentale statunitense formatosi nel 1985 in California.
Hanno pubblicato quattro demo durante la metà degli anni ottanta, prima di firmare per la Warner Bros. Records e pubblicare tre album in studio tra il 1991 e il 1999. La band partecipò a svariati tour nel 2000 per supportare gli ultimi album pubblicati, ma nel 2004 si sciolse. I Mr. Bungle hanno subito costanti cambiamenti di formazione all'inizio della propria carriera, ma i membri principali del gruppo sono sempre rimasti il cantante Mike Patton, il chitarrista Trey Spruance, il bassista Trevor Dunn, il batterista Danny Heifetz, e Clinton "Bär" McKinnon al sassofono e al vibrafono.
I Mr. Bungle erano conosciuti per i loro tratti musicali distintivi: spesso infatti mescolavano una grande varietà di generi musicali in un'unica canzone. Molte delle loro canzoni presentano strutture particolari e ricorrono all'utilizzo di diversi strumenti o di campionamenti.
Nonostante abbiano firmato un contratto con un'importante casa discografica, i Mr. Bungle non hanno mai sperimentato un significativo successo commerciale durante la loro carriera e hanno pubblicato solo due video musicali. Tuttavia, con il passare del tempo sono riusciti a raggiungere la popolarità a livello internazionale, pur rimanendo sostanzialmente una band di nicchia.

## Storia del gruppo

### Primi anni (1985 - 1990)

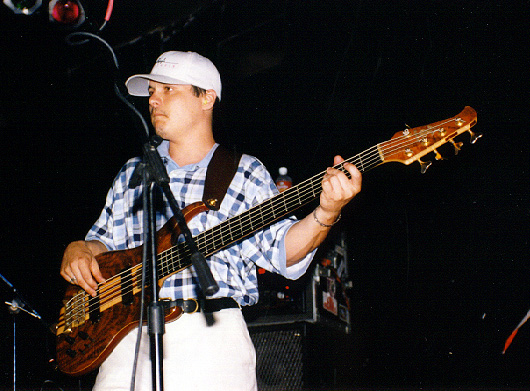
Trevor Dunn

I Mr. Bungle si formarono a Eureka (California) nel 1985, quando i membri frequentavano ancora il liceo. La band era inizialmente composta da Trevor Dunn, Mike Patton, Trey Spruance, Theo Lengyel, e Jed Watts. Watts venne in seguito sostituito da Hans Wagner, e lui a sua volta da Danny Heifetz, mentre Clinton "Bär" McKinnon entrò a far parte del gruppo nel 1989. Il nome della band è stato preso da un film educativo degli anni sessanta, Lunchroom Manners, che faceva parte di uno speciale di Pee Wee Herman della HBO nei primi anni ottanta: una marionetta chiamata Mr. Bungle era il personaggio principale ed era usata per insegnare ai bambini le buone maniere e l'igiene.
Il primo demo, The Raging Wrath of the Easter Bunny, venne registrato il giorno di Pasqua del 1986. Era basato su un veloce riff stile death metal, con un sassofono, un bongo un kazoo e il fischio di un treno. Il demo successivo, Bowel of Chiley del 1987 è caratterizzato dalla presenza di sonorità ska, swing e funk.
Nel 1988 pubblicarono il loro terzo demo, Goddammit I Love America!, che è musicalmente simile a Bowel of Chiley. Il loro ultimo demo fu OU818, pubblicato nel 1989; questa è la prima registrazione in cui compaiono il sassofonista tenore Clinton "Bär" McKinnon e il batterista Danny Heifetz. OU818 combina canzoni dei loro primi demo con nuove canzoni dal sound più pesante rispetto ai primi tempi.
Nel 1989, Patton divenne il vocalist principale nella band di San Francisco, Faith No More: ottenne questo lavoro dopo che Jim Martin dei Faith No More lo aveva sentito cantare nei primi demo dei Mr. Bungle. Patton decise di non sciogliere i Mr. Bungle e continuò ad essere membro di entrambe le band. Avendo riscosso un buon successo in California, i Mr. Bungle firmarono per la Warner Bros., che produsse il loro debutto omonimo nel 1991.

### Il debutto omonimo (1991 - 1994)
Il debutto, intitolato Mr. Bungle, venne prodotto dal jazzista John Zorn. Pubblicato il 13 agosto 1991, l'album conteneva nuove canzoni il cui stile era simile a quelle di OU818. Lo stile musicale del disco mescola elementi metal, funk, ska, musica da carnevale e free jazz, ma è stato definito semplicemente come "funk metal" da alcuni critici musicali. Per promuovere l'album in diversi negozi, una vasca idromassaggio dei Mr. Bungle venne data insieme alle copie del disco venduto.
La prima traccia era originariamente chiamata Travolta ma in seguito alla minaccia da parte dell'attore John Travolta di un'azione legale nei confronti del gruppo e agli incoraggiamenti della Warner Bros., il titolo venne cambiato e nelle successive ristampe dell'album la canzone venne chiamata Quote Unquote, titolo tratto da una biografia non autorizzata dell'attore scritta da Bob McCabe.. La traccia ebbe anche un video musicale non molto conosciuto che si può trovare tramite YouTube. Il video mostra scene raffiguranti i membri con delle maschere (probabilmente un'influenza per gli Slipknot) e stranezze.
L'album vendette un buon numero di copie, nonostante il mancato appoggio del canale televisivo MTV e di diverse emittenti radiofoniche. La band intraprese un tour in Nord America, riscuotendo discreto successo.

### Disco Volante(1995 - 1998)

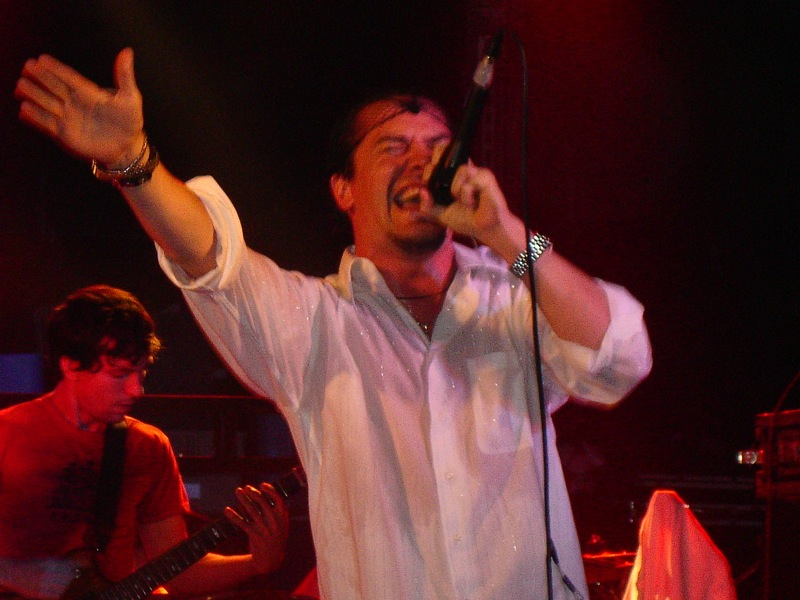
Mike Patton

A causa di ritardi per i side-project dei diversi membri della band, a quattro anni dalla sua registrazione, l'album Disco Volante fu pubblicato nell'ottobre del 1995. Questo album presenta uno stile diverso da quello dei precedenti lavori dei Mr. Bungle. Mentre il loro omonimo album di debutto veniva classificato come "funk metal", con Disco Volante questo termine venne rimpiazzato dall'etichetta "avant-garde" o "musica sperimentale."
La musica è complessa e imprevedibile a causa del continuo cambiamento di stile musicale. Alcune tracce sono cantati in lingue diverse dall'inglese. Caratterizzato da testi che parlano di morte, suicidio e abuso di minori, insieme a death metal, canzoni infantili, e numeri di techno medio-orientale.
Disco Volante include influenze di musica contemporanea, avant-garde jazz, il pioniere della musica elettronica Pierre Henry, Edgar Allan Poe, John Zorn, Frank Zappa, Penderecki, e la musica dei film Europei degli anni sessanta e anni settanta, come alcune composizioni di Ennio Morricone e Peter Thomas.. Alla versione in vinile dell'album era allegato un 7" degli allora sconosciuti Secret Chiefs 3.
I Mr. Bungle supportarono questo album attraverso i loro tour negli Stati Uniti, in Europa, e in Australia tenutisi nel 1995 e nel 1996, con un'ampia presenza dei loro fan al loro tour. Nel 1996, Theo Lengyel entrò ufficialmente nei Mr. Bungle come sassofonista e tastierista.

### California(1999 - 2000)
Dopo quattro anni di pausa dal precedente album, California venne pubblicato il 13 luglio 1999.
Il terzo LP della band sarebbe dovuto uscire l'8 giugno, ma la Warner Bros. Records decise di far ritardare l'uscita in modo che non coincidesse con quella dell'album dei Red Hot Chili Peppers, Californication, dato che aveva un titolo simile e doveva essere pubblicato nello stesso giorno.
I Mr. Bungle avevano già avuto cattivi rapporti con il frontman dei Red Hot Chili Peppers Anthony Kiedis che in precedenza aveva accusato Patton di aver imitato il suo stile.

### Lo scioglimento
Dopo il tour del 2000 la band tornò nuovamente in pausa. Nel 2003 Patton dichiarò che probabilmente la band non avrebbe mai registrato un altro album. Anche se non ci fu mai un annuncio di scioglimento ufficiale, nel 2004 un'intervista di Rolling Stone confermò che i Mr. Bungle avevano cessato i rapporti con Patton.
Dopo lo scioglimento, i membri si sono dedicati a numerosi progetti. Patton ha cofondato la casa discografica Ipecac Recordings ed è impegnato in diversi altri progetti, soprattutto le band Fantômas, Tomahawk, e Peeping Tom.. Spruance si dedicò a diverse band, tra cui Secret Chiefs 3 e Faxed Head. Dunn si è unito a Patton nei Fantômas e contemporaneamente ha fondato la sua band jazz, Trevor Dunn's Trio Convulsant. Tra i progetti di Danny Heifetz ci sono anche i Secret Chiefs 3 e una band country-punk chiamata Dieselhed; attualmente vive a Sydney, Australia, e suona in diverse band, tra cui The Tango Saloon e The Fantastic Terrific Munkle. Anche Clinton McKinnon ha suonato con i Secret Chiefs 3; attualmente risiede a Melbourne, Australia, e suona con i The Ribbon Device e gli Umläut.
Il 13 agosto 2019 la pagina Facebook ufficiale dei fan dei Faith No More, ha dichiarato la reunion della band per tre spettacoli nel febbraio 2020.

## Stile musicale
Lo stile eclettico, caotico e astratto dei Mr. Bungle coniuga il cantato rap e sperimentale di Patton alle melodie e all'energia dell'heavy metal. I loro brani improvvisati uniscono spunti punk, funk, jazz e rock progressivo, risentendo anche la lezione di Frank Zappa e George Clinton. Sebbene si siano autodefiniti un gruppo "avantgarde thrash", vengono generalmente considerati esponenti del rock sperimentale. Sono anche ricondotti a varie forme di musica alternativa e sperimentale e citati fra i gruppi funk metal e noise rock.

## Formazione
Formazione attuale
- Mike Patton - voce, tastiera (1985-2000, 2019-presente)
- Trey Spruance - chitarra (1985-2000, 2019-presente)
- Scott Ian - chitarra (2019-presente)
- Trevor Dunn - basso (1985-2000, 2019-presente)
- Dave Lombardo - batteria (2019-presente)

Ex componenti
- Danny Heifetz - batteria (1989-2000)
- Clinton "Bär" McKinnon - vibrafono (1989-2000)
- Theo Lengyel - sassofono, tastiera (1987-1996)
- Jed Watts - batteria (1985-1987)
- Hans Wagner - batteria (1987-1989)
- Luke Miller - corno (1987-1989)

## Discografia

### Album in studio
- 1991 - Mr. Bungle
- 1995 - Disco Volante
- 1999 - California
- 2020 - The Raging Wrath of the Easter Bunny Demo

### Album dal vivo
- 2021 - The Night They Came Home